# Violación a hombres

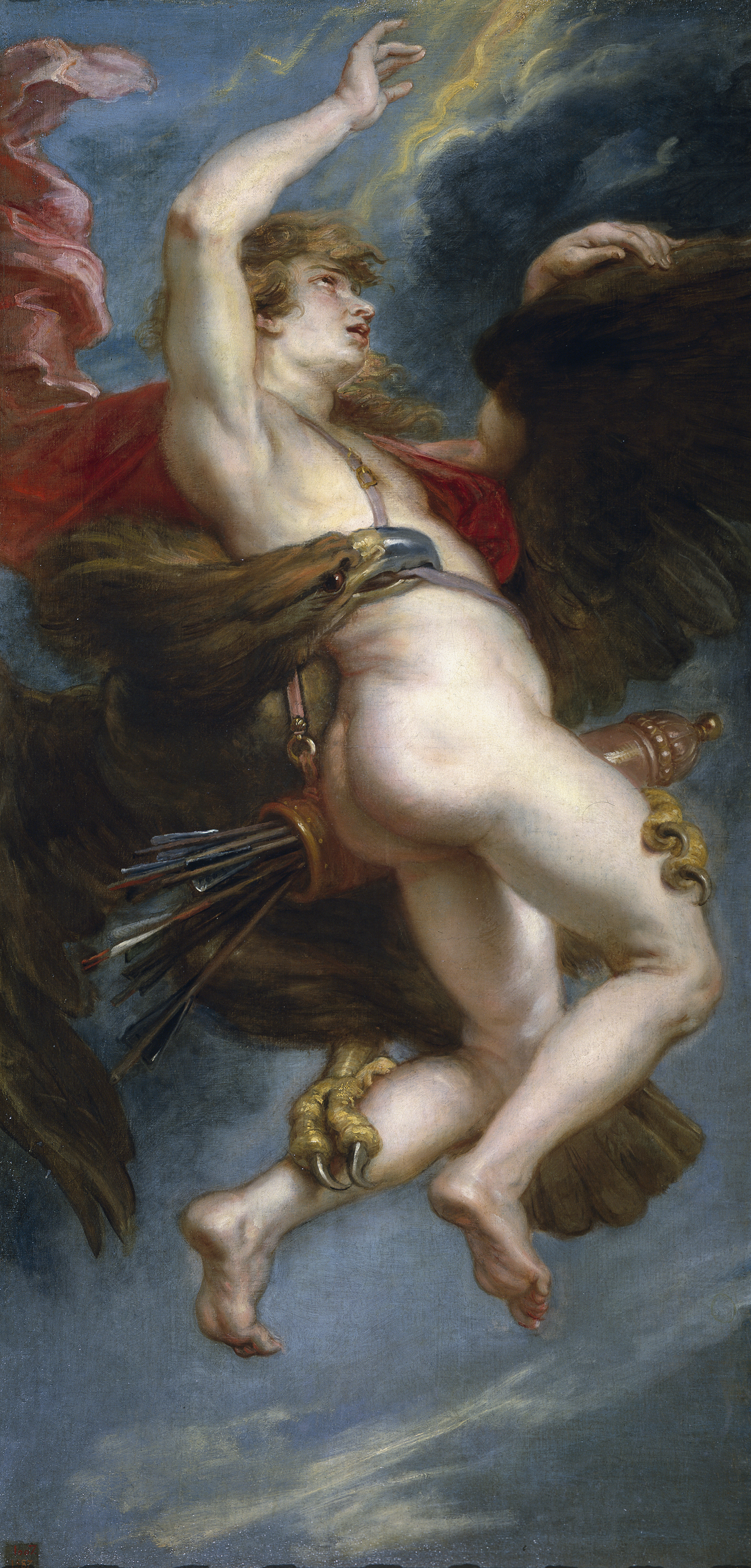
«El rapto de Ganimedes», óleo de Pedro Pablo Rubens (1636-1638). Museo del Prado, Madrid.

Una proporción significativa de víctimas de violación u otros incidentes de violencia sexual son hombres. Históricamente, se pensaba que la violación era, y se definía como, un delito cometido exclusivamente contra las mujeres. Esta creencia todavía se mantiene en algunas partes del mundo, pero la violación masculina ahora es comúnmente criminalizada, y ha sido objeto de mucha discusión en el pasado.
La violación a hombres sigue siendo un tabú y tiene una connotación negativa entre los hombres heterosexuales y gays. Los proveedores comunitarios y de servicios a menudo reaccionan a la orientación sexual de las víctimas masculinas y al género de sus perpetradores. Puede ser difícil para las víctimas masculinas denunciar una agresión sexual que experimentaron, especialmente en una sociedad con una fuerte tradición masculina. Pueden tener miedo de que las personas duden de su orientación sexual y los etiqueten de gay, especialmente si son violados por un hombre, o de que puedan ser vistos como no masculinos porque fueron víctimas. 
En su mayoría, las víctimas masculinas intentan esconderse y negar su victimización, de manera similar a las víctimas femeninas, a menos que tengan lesiones físicas graves. Eventualmente, las víctimas masculinas pueden ser muy vagas al explicar sus lesiones, cuando buscan ser atendidos por servicios médicos o de salud mental.

## Investigación y estadística

### General

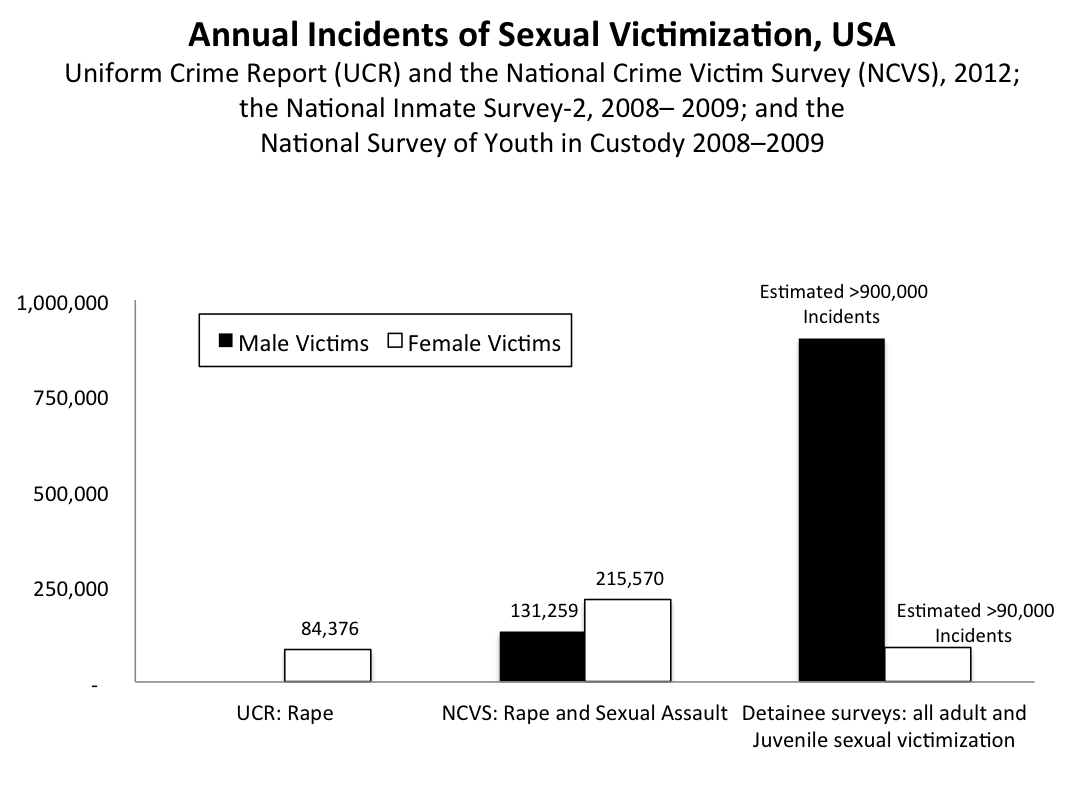
Mirando a través de diferentes fuentes de encuestas del gobierno de EE.UU., se estima que en un año dado los reclusos adultos y jóvenes varones sufren varias veces más incidentes de victimización sexual que las mujeres encarceladas. Los reclusos masculinos y femeninos no están incluidos en la mayoría de las encuestas nacionales de victimización. sexual.

La investigación sobre la violación masculina recién comenzó a aparecer en 1980, centrándose principalmente en los niños varones. Los estudios de agresión sexual en centros correccionales que se centraron específicamente en las consecuencias de este tipo de violación, estuvieron disponibles a principios de la década de 1980, pero no había nada disponible sobre los años anteriores. La mayor parte de la literatura sobre violación y agresión sexual se centra en las mujeres víctimas.
Solo recientemente se han considerado otras formas de violencia sexual contra los hombres. En la Encuesta nacional de violencia sexual y de pareja íntima 2010-2012 (y una edición anterior de este estudio completada en 2010), los Centros para el Control de Enfermedades (CDC) midieron una categoría de violencia sexual llamada "forzar a penetrar" que registra, los casos de víctimas que fueron forzadas, o aquellos que intentaron penetrar sexualmente a alguien (de ambos sexos), ya sea por medio de la fuerza física o la coerción, o cuando la víctima estaba intoxicada o no podía consentir. Los CDC encontraron en los datos de 2012 que 1.715.000 (en comparación con 1.267.000 en 2010) informaron haber sido "forzados a ser penetrados" por otra persona en los 12 meses anteriores, similar a las 1.473.000 (2010: 1.270.000)  mujeres que informaron haber sido violadas en el mismo período de tiempo.  

### Violación de hombre a hombre
La violación de hombre a hombre ha sido fuertemente estigmatizada. Según la psicóloga Sarah Crome, se reportan menos de 1 de cada 10 violaciones entre hombres. Como grupo, las víctimas de violación masculina denunciaron falta de servicios y apoyo, y sistemas legales a menudo mal entrenados para hacer frente a este tipo de delitos.
Varios estudios sostienen que la violación de prisioneros hombre-hombre, son tipos comunes de violación que no se denuncian tanto como la violación, en la población general. La violación de hombres por hombres ha sido documentada como un arma de terror en la guerra (véase también Violación de guerra). En el caso de la Guerra Civil Siria (2011-presente), los detenidos masculinos experimentaron abuso sexual, como ser obligados a sentarse en una botella de vidrio rota, atar sus genitales a una bolsa de agua pesada o verse obligados a ver la violación de otro detenido por los funcionarios.

### Violación de mujer contra hombre
La violación de mujer contra hombre está poco investigada en comparación con otras formas de violencia sexual. Las estadísticas sobre la prevalencia de la violencia sexual entre mujeres varían. Un estudio (Hannon et al.) encontró que el 23,4% de las mujeres y el 10,5% de los hombres informaron haber sido violados, mientras que el 6,6% de las mujeres y el 10,5% de los hombres informaron haber sido víctimas de intento de violación. Un estudio de 2010-2012 realizado por los Centros para el Control y la Prevención de Enfermedades (CDC) descubrió que uno de cada 17 hombres (5,9%) informó que se les penetró forzadamente en algún momento de sus vidas (un aumento del 4,8% en 2010). Las encuestas también encontraron que las víctimas masculinas a menudo informaron sólo de mujeres violadoras en casos de penetración (2012: 78,5%, 2010: 79,2%), coerción sexual (2012: 81,6%, 2010: 83,6%) y contacto sexual no deseado ( 2012: 53,0%, 2010: 53,1%). Entre las víctimas masculinas que fueron violadas al ser penetradas, el 86,5% reportó sólo a los violadores masculinos, (por debajo del 93,3% en el estudio anterior publicado en 2010). Un estudio de 2008 de 98 hombres entrevistados en la Encuesta Nacional de Victimización de Delitos de los Estados Unidos encontró que casi la mitad de los hombres (46%) reportaron de haber sido víctimas de alguna forma de violencia sexual por parte mujeres.
Con respecto a la mala conducta sexual entre mujeres, el Departamento de Justicia de EE. UU. informa en su declaración de apertura (página 5): "Se estima que el 4,4% de los prisioneros y el 3,1% de los detenidos reportaron haber experimentado uno o más incidentes de victimización sexual por parte de otro recluso o personal de la instalación en los últimos 12 meses, o desde la admisión a la instalación, si es menos de 12 meses". Con respecto a la conducta sexual inapropiada de mujer a hombre (página 25), dice: "Entre los 39.121 reclusos varones que habían sido víctimas de conducta sexual inapropiada por parte del personal, el 69% reportó actividad sexual con personal femenino; un 16% adicional informó actividad sexual con ambos personal femenino y masculino (tabla 18)". y "Casi dos tercios de los reclusos varones que habían sido víctimas dijeron que el perpetrador del personal fue una mujer (64%)".
Los hombres víctimas de violencia sexual por parte de mujeres  a menudo enfrentan dobles estándares sociales, políticos y legales. El caso del asalto sexual de Cierra Ross a un hombre de Chicago ganó los titulares nacionales y Ross fue condenada por violencia sexual criminal agravada y robo a mano armada, con una fianza de 75.000 dólares. Un caso similar incluye a James Landrith, quien fue forzado a penetrar a una conocida en una habitación de hotel en momentos que él estaba incapacitado por haber bebido alcohol.
Varios casos ampliamente difundidos de estupro de mujeres contra hombres en los Estados Unidos involucraron a maestras de escuelas que tenían sexo ilegal con sus estudiantes menores de edad (casos Mary Kay Letourneau y Debra Lafave). También ha habido casos en los que un juez ordenó a un menor de edad víctima de estupro que pagara la manutención de los hijos después de que la mujer violadora quedara embarazada (véase caso Hermesmann contra Seyer).

## Mitos sobre las víctimas masculinas de violación

### Los varones no son vulnerables
Mediante la socialización masculina de género, se cree que los hombres, incluso los hombres más jóvenes, no pueden ser víctimas de violación, ni siquiera que son vulnerables. En algunas sociedades, se considera vergonzoso y poco viril si un niño varón llora, porque el estereotipo masculino representa a los hombres como capaces de protegerse, lo que no siempre es el caso. Los niños pequeños pueden ser más débiles y vulnerables a los violadores, que generalmente son más fuertes. Los violadores pueden usar lo que tengan para abusar del niño, incluido dinero u otros sobornos. Un hombre adulto también puede ser incapaz de defenderse, o temer hacerlo.

### Los varones siempre quieren tener sexo
Una creencia social común es que un hombre está excitado si tiene una erección o tiene un orgasmo, por lo tanto, eso significa que está dispuesto y disfruta de cualquier actividad sexual. Roy J. Levin y Willy Van Berlo escribieron en un artículo en el Journal of Clinical Forensic Medicine que la estimulación genital leve o el estrés pueden causar erecciones «a pesar de que no exista una estimulación sexual específica». Tener una erección no significa que los hombres consientan en tener relaciones sexuales. Los hombres pueden tener erecciones incluso en situaciones sexuales traumáticas o dolorosas, y esto no indica consentimiento.
Al igual que la respuesta eréctil femenina, la respuesta eréctil masculina es involuntaria, lo que significa que un hombre no necesita excitarse para que su pene se ponga erecto; la estimulación mecánica es todo lo que se necesita. La excitación y la estimulación son cosas distintas, la estimulación es una respuesta física a un estímulo. Los hombres pueden ser estimulados físicamente sin sentirse excitados y, por lo tanto, provocar una erección. Los hombres pueden tener miedo e intimidarse en una erección, especialmente si la persona es mayor o una autoridad.

### Traumatización
Una noción es que los hombres están menos traumatizados por la experiencia de abuso que las mujeres; esto incluye la creencia de que los hombres se ven menos afectados negativamente. Los estudios muestran que los efectos a largo plazo son perjudiciales para ambos sexos y los hombres pueden verse especialmente afectados por el estigma social y la incredulidad sobre su victimización. Eogan y Richardson señalan que las víctimas masculinas tienden a sentir una ira más intensa que las víctimas femeninas, mientras que ambos experimentan sentimientos de angustia similares después de la violación. Frazier (1993) estudió a 74 víctimas de violación masculina y 1.380 mujeres. Encontró que la depresión y la hostilidad son más profundas en las víctimas masculinas, inmediatamente después de la violación, que en las víctimas femeninas. 
La consejera de recuperación de trauma, Stephanie Baird, dice que los hombres que experimentan atención sexual cuando eran niños a menudo se la explican a sí mismos como «Soy un semental, me acostaron...». Baird explica que hacen esto para sentir que pueden decir que tienen algo de poder. Carpenter (2009, citando a Mezey, 1987) encuentra que «la estrategia de manejo masculina se caracteriza por la negación y el control los hace más propensos a problemas psiquiátricos posteriores y reduce la probabilidad de buscar ayuda».

### Orientación sexual
Henry Leak, presidente de la organización Survivors, declaró que la violación de hombres, al igual que las mujeres, tiene más que ver con el poder que con la sexualidad, y no solo ocurre dentro de la comunidad gay. La orientación sexual es un tema complejo, y la mayoría de los violadores masculinos que buscan niños son heterosexuales.
Las víctimas de agresión sexual masculina a menudo temen ser vistos como gay o débiles, o creen que su agresión puede deberse a que su apariencia es afeminada u homosexual que atrae a otros hombres. Los expertos no creen que las experiencias sexuales prematuras desempeñen un papel importante en la orientación sexual posterior. La investigación realizada por Jane Gilgun, Judith Becker y John Hunter afirma que, si bien muchos violadores pueden haber sufrido abusos sexuales, la mayoría de las víctimas de agresión sexual no se convertirán en violadores adolescentes.

## Durante un conflicto armado
Se ha informado que la violación de hombres durante la guerra es muy frecuente en algunas partes del mundo, como la República Democrática del Congo. Muchos refugiados varones que han escapado de la guerra civil en el Congo a Uganda han sido violados. En toda África, los hombres que son violados a menudo enfrentan estigmatización social, acusaciones de homosexualidad (que es ilegal en muchos países de esa región) y son ridiculizados por ser «débiles» y no haber evitado la violación. En el norte de Uganda, en los últimos años ha habido ataques continuos de grupos rebeldes contra las fuerzas gubernamentales. Durante estos conflictos, los hombres civiles a menudo han sido atacados, secuestrados, violados y forzados a luchar por los grupos rebeldes.

## Efectos

### Efectos físicos
El abuso sexual produce traumas emocionales severos y a menudo físicos. Entre las víctimas de agresión sexual mayores de 18 años, el 3,.5% de las mujeres y el 16,1% de los hombres dijeron que sufrieron lesiones no genitales por la agresión.
Las víctimas masculinas recibieron más lesiones accesorias y era más probable que el autor les amenazara con un arma. Los síntomas y las lesiones más frecuentes son dolores de cabeza por tensión, úlceras, náuseas, colitis, abrasiones en la garganta, ojos negros y huesos rotos. El estudio realizado por Stermac y colegas (2004) señaló que el 45% de los hombres sobrevivientes que acudieron a un centro de agresión sexual en un hospital tenían algún tipo de lesión física (25% de lesiones de tejidos blandos, 20% de laceraciones).
Los datos de las salas de emergencia de los hospitales muestran que las víctimas de violación masculina tienen más probabilidades de sufrir lesiones no genitales que las mujeres, y que tienen más probabilidades de descuidar la búsqueda de atención médica, si las lesiones no son significativas. Hodge y Canter (1998) informan que las víctimas masculinas gay tienen más probabilidades de sufrir lesiones graves que las víctimas masculinas heterosexuales. A veces, las víctimas se infectan por alguna enfermedad de transmisión sexual como resultado de una violación, pero es poco frecuente, e incluye sólo una pequeña porción de las víctimas masculinas.

### Efectos psicológicos
Las víctimas de violación, hombres y mujeres, pueden tener dificultades para denunciar la agresión sexual que han sufrido. Existe el mito de que una víctima de agresión sexual masculina se convertirá en un violador. Este mito es muy perjudicial para las víctimas, tanto para su estado mental como la forma en que las personas los tratan. Elizabeth Donovan, psicoterapeuta, afirmó que los hombres tienen la carga adicional de enfrentar a una sociedad que no cree que la violación pueda sucederles a ellos también.
Dado que la mayoría de los estudios han encontrado que las personas tienden a culpar a la víctima de violación por el incidente, un estudio llamado Diferencias de género en las atribuciones de culpa para las víctimas de violación masculina en el Journal of Interpersonal Violence, se centró en dónde radica la culpa en los casos de violación. En los casos de mujeres víctimas de violación, una mayor proporción de hombres que de mujeres tienden a culpar a la víctima por la agresión sexual. Con el fin de mostrar si los encuestados hombres o mujeres culparon a la víctima de violación en mayor proporción, este estudio utilizó una historia de un hombre violado para ver si la culpa se atribuía a la víctima o al agresor. Después de realizar el experimento, los investigadores descubrieron que una proporción estadísticamente significativa de hombres tienden a culpar a la víctima, incluso cuando la víctima de violación es un hombre. Este estudio implica que, incluso en casos de victimización sexual masculina, las víctimas hombres son responsables del asalto sexual para la mayoría de las personas no involucradas. 

#### Efectos a largo plazo
En comparación con los hombres que no han sido agredidos sexualmente, los hombres que fueron agredidos sexualmente antes de los 18 años tienen un mayor riesgo de tener problemas de salud mental, incluidos síntomas de trastorno de estrés postraumático y depresión; alcoholismo y abuso de drogas; pensamientos suicidas e intentos de suicidio; problemas en las relaciones íntimas; y bajo rendimiento en los estudios y en el trabajo.
Debido a las expectativas de género, ser un niño varón víctima de abuso sexual puede llevarlo a:
1. Presión por demostrar su virilidad física y sexual (volverse más fuerte y participar en comportamientos peligrosos o violentos; tener múltiples parejas sexuales femeninas).
2. Confusión sobre su género e identidad sexual.
3. Sentirse que es un varón inadecuado.
4. Sentir pérdida de poder, control y confianza en su virilidad.
5. Problemas de cercanía e intimidad.
6. Problemas sexuales.[nota 4]
7. Miedo a convertirse en «homosexual» o «gay».
8. Homofobia.

#### Posibilidades de suicidio
La tasa de suicidios entre hombres abusados sexualmente es de 14 a 15 veces mayor que para otros hombres. McDonald y Tijerino descubrieron en su investigación que algunos participantes afirmaron que hubo ocasiones en las que se sintieron tan mal, que se involucraron en conductas autolesivas, incluidos intentos de suicidio, y/o tuvieron pensamientos suicidas. También hay un estudio que muestra que las víctimas de violación tienen 4,1 veces más probabilidades de contemplar el suicidio, y 13 veces más probabilidades de intentar suicidarse.
Los hombres tienen una tasa mucho más alta de suicidio completado, que las mujeres. Una explicación común se basa en las construcciones sociales de la masculinidad y la feminidad hegemónicas . En una revisión de la literatura sobre género y suicidio, las tasas de suicidio masculino se explicaron en términos de roles de género tradicionales. Los roles de género masculino tienden a enfatizar mayores niveles de fortaleza, independencia y comportamientos de toma de riesgos. El refuerzo de este papel de género, a menudo impide que los hombres busquen ayuda cuando tienen sentimientos suicidas y depresión.

### Terapia curativa
Las víctimas de agresión sexual necesitan una amplia curación emocional y psicológica después de la violación, pero no es probable que los sobrevivientes varones denuncien sus casos. Elizabeth Donovan, psicoterapeuta, dijo; «Los hombres tienen la carga adicional de enfrentar una sociedad que no cree que la violación pueda sucederles a ellos... jamás».

## Prevalencia

### Estados Unidos
Los informes de los CDC en 2010 establecieron que casi 1 de cada 5 mujeres, 1 de cada 71 hombres en los EE. UU. han sido violados o han tenido una experiencia de intento de violación, mientras que el 4,8% de los hombres informaron que se les obligó a penetrar a otra persona en algún momento de sus vidas. Los incidentes de violencia sexual en los EE. UU. con frecuencia no se denuncian, especialmente entre las víctimas masculinas, lo que lleva a suponer que el número real es probablemente mayor. A pesar de estos números, el FBI informa que los casos de violación habrían disminuido.
Stephanie Baird, una consejera de recuperación de traumas, citó el «complejo de la maestra o la niñera guapas» que es un todo un tópico en la cultura popular estadounidense moderna. La cultura hace que sea más difícil para un adolescente varón, incluso reconocer que está siendo abusado. Ella explicó que el consentimiento significa «ser mayor de edad, ser mental y físicamente sano para tomar una decisión informada sobre si a uno le gustaría o no tener relaciones sexuales con la otra persona», mientras que los niños no pueden dar ese consentimiento.

### Reino Unido
Las estadísticas más recientes del gobierno del Reino Unido estiman que alrededor de 78.000 personas en el Reino Unido, han sido víctimas de violación o intento de violación, y alrededor de 9.000 son hombres. La investigación sugiere que la tasa de denuncia es notoriamente baja, particularmente entre las víctimas masculinas. Alrededor de 1.250 incidentes de violación a hombres fueron denunciados a la policía entre 2011 y 2012. En febrero de 2014, el Ministerio de Justicia destinó 500.000 libras esterlinas, para brindar asesoramiento y apoyo a hombres abusados sexualmente.

### China
La violación de hombres mayores de 14 años no es un delito penal en la República Popular de China (aunque una revisión de la ley en noviembre de 2015 estipuló que estos actos podrían ser procesados bajo el delito menor de «indecencia forzada»). En consecuencia, no se recopilan estadísticas oficiales. Sin embargo, el estudio multipaís de 2013 de las Naciones Unidas sobre hombres y violencia en la región Asia Pacífico encontró que el 3% de los hombres chinos encuestados, reconocieron haber sido violados por otro hombre durante su vida, lo que sugiere que la proporción de violaciones masculinas como porcentaje de todas las violaciones fue del 14,4%.

### Hong Kong
Según una investigación realizada por la Universidad de Hong Kong y la Fundación UBS Optimus, la tasa de agresión sexual a niños varones es un 2,7% más alta que la de las niñas.

### Taiwán
Taiwán contó 12.066 víctimas de agresiones sexuales denunciadas en 2012, de las cuales 1.335 fueron hombres. El Ministerio del Interior mostró que 7.608 menores fueron víctimas de violación o agresión sexual, de los cuales 1.063 eran niños varones. Para evitar el aumento del número de estos crímenes, el Ministerio de Educación de Taiwán lanzó un cortometraje sobre educación sexual. Los internautas (usuarios de Internet) y los estudiantes de Taiwán lo tratan como un tema humorístico. Sin embargo, el Secretario General de la Academia Nacional de Investigación Educativa, Kuo Kung-pin, declaró que el video ha logrado su propósito: llamar la atención de los jóvenes para recordarles que los hombres también pueden ser violados.

### India
La violación de los hombres en la India no suele denunciarse. Por esta razón, algunos activistas y organizaciones de investigación, incluido Jai Vipra, del Centro de Estudios de la Sociedad Civil de Nueva Delhi, argumentan que la redacción de las leyes de violación debe ser neutral en cuanto al género. Algunos defensores de los derechos humanos y activistas de los derechos de las mujeres se oponen a esta opinión. La abogada de derechos humanos con sede en Mumbai, Flavia Agnes, le dijo al India Times: «Me opongo a la propuesta [sic] de hacer que las leyes de violación sean neutrales en cuanto al género. Nos habíamos opuesto cuando el gobierno promulgó leyes de violación infantil neutrales al género... Si se hace neutral el género, las leyes de violación no tendrán el valor de disuasión y lo harán más complicado para los jueces en los tribunales». La abogada y activista internacional de derechos humanos Vrinda Grover fue citada en el mismo artículo: «No hay casos de mujeres que violen a hombres. No creo que los hombres se enfrenten a una violencia sexual grave como [sic] las mujeres. Considere la brutalidad e intensidad de la violencia sexual contra las mujeres».

### Indonesia
Las noticias sobre violación de hombres en Indonesia despiertan asombro o son objeto de bromas. La Comisión de Protección Infantil de Indonesia (Komisi Perlindungan Anak Indonesia -KPAI) registra que cerca de 400 niños indonesios se convierten en víctimas de agresión sexual por año, tanto por parte de sus familias como de otros adultos. Según el Secretario General de KPAI, Erlinda, «la mayoría de los niños que son víctimas de violencia sexual son varones, porque los niños son vulnerables a convertirse en víctimas de delincuentes sexuales cuando son fácilmente persuadidos por perpetradores pedófilos».  
Emayartini (2013) se convirtió en la primera mujer indonesia en ser condenada a prisión por haber violado a seis varones adolescentes. Casi escapó de la justicia después de que se considerara que tenía un trastorno mental. A diferencia de los violadores masculinos, fue sometida a la Ley n.º 23 del año 2002 sobre Protección infantil, en lugar de las leyes comunes contra la violación.

## Legislaciones nacionales

### Estados Unidos
El Informe Uniforme de Delitos del FBI de 2012 redefinió la violación como: «La penetración, no importa cuan leve sea, de la vagina o el ano, con cualquier parte del cuerpo u objeto, o la penetración oral de un órgano sexual de otra persona, sin el consentimiento de la víctima». La definición anterior no había cambiado desde 1927, y llamó la atención de los grupos de concientización sobre agresiones sexuales porque las víctimas que no se ajustaban a la definición se habían alejado, porque decía: «el contacto carnal de una mujer, a la fuerza y en contra de su voluntad». La definición anterior de «violación forzada» se centró en la penetración vaginal, pero la definición más nueva incluye penetración anal u oral forzada. La antigua definición, «el conocimiento carnal de una mujer, por la fuerza y en contra de su voluntad», no incluía la penetración oral o anal forzada, la violación de mujeres con otros objetos, o la violación de un hombre.
Esta nueva definición alienta a las víctimas de violación masculina a buscar la ayuda que necesitan, y también incluye agresiones sexuales que anteriormente no estaban cubiertas por la definición de violación. La base para que se haya cambiado esta definición radica en las estadísticas proporcionadas por instituciones gubernamentales, como el Departamento de Justicia de los Estados Unidos y los CDC. Un estudio realizado por los CDC descubrió que 1 de cada 71 hombres había sido violado, o había sido blanco de intentos de violación. Este estudio incluyó la penetración oral y anal en su definición, pero no incluyó hombres en prisión u hombres forzados a penetrar. Las leyes neutrales en materia de género han combatido la percepción de que la violación rara vez le ocurre a los hombres, y otras leyes han eliminado por completo el término violación.

### Reino Unido
Anteriormente, la ley inglesa no incluía la violación de hombres como un delito penal y se registraba como buggery (sodomía) no consentida. Un violador convicto (de una mujer) podría ser encarcelado de por vida, declaró Henry Leak, presidente de la organización Survivors, mientras que por buggery como máximo podía recibir una condena máxima de 10 años como pena. Sin embargo, este ya no es el caso; la Ley de justicia penal y orden público de 1994 sección 142 fue la primera en liderar este desarrollo y reconocer la violación con víctimas hombres; y la Ley de delitos sexuales de 2003 establece que la penetración de la «boca, ano o vagina con el pene [del acusado]» es suficiente para la violación en el sección 1 (1) (a). En el precedente judicial: R contra Ismail [2005] All ER 216, se impidió que se distinguiera entre «boca, ano o vagina» durante la sentencia. Según la Ley de delitos sexuales (Escocia) de 2009 y la Orden sobre delitos sexuales (Irlanda del Norte) de 2008, los hombres pueden ser tanto perpetradores como víctimas. Sin embargo, en todas partes del Reino Unido, una mujer no puede ser acusada legalmente de «violación» (en cambio, puede ser acusada de otros delitos como agresión sexual, agresión por penetración o actividad sexual sin consentimiento, de los cuales los dos últimos conllevan la misma pena máxima).

### China
Antes de 2015, el artículo 236 de la Ley penal revisada de China especifica que el delito de violación sólo puede cometerse contra las mujeres. Ella protege el derecho de las mujeres a la autonomía sexual, pero no el de los hombres. En 2011, la primera condena por agresión sexual contra un hombre ocurrió con un guardia de seguridad de Beijing como autor, pero fue sentenciado por lesiones intencionales en lugar de violación, condenado a un año de prisión y a pagar 20.000 yuanes (unos 3.026 dólares) como compensación. Un violador condenado recibiría al menos tres años de prisión.
Las directrices de China sobre protección infantil fortalecen los castigos por delitos sexuales contra niñas menores de edad, pero no ofrecen igual protección a los niños menores de edad. El abuso sexual de ambos sexos se trata por igual en la actualidad, pero los violadores de niños solo pueden ser acusados de abuso sexual infantil con 5 años de prisión como sentencia máxima. En septiembre de 2013, 27 ONG pidieron que la ley otorgue la misma protección a los niños menores de 18 años en casos de delitos sexuales.
Hasta el 1 de noviembre de 2015, los delitos sexuales contra hombres mayores de 14 años no podían ser procesados a menos que también incluyeran una agresión física, en cuyo caso sólo el componente físico era punible. Sin embargo, una revisión del artículo 237, que penaliza la «indecencia forzada», hizo que esa sección de la ley fuera neutral en cuanto al género. Los delitos que constituyen violación de hombres pueden ser juzgados en virtud de este artículo, y los delincuentes enfrentan un máximo de cinco años de prisión.

### India
El Código Penal de la India, sección 377, es la única sección que criminaliza todos los actos de relaciones carnales no consentidas, incluyendo la violación de un hombre a otro hombre. 

Ofensas antinaturales: Quien voluntariamente tenga relaciones carnales contra el orden de la naturaleza con cualquier hombre, mujer o animal, será castigado con prisión de por vida, o con prisión de cualquier descripción por un término que puede extenderse a diez años, y también será responsable de multa. Explicación: La penetración es suficiente para constituir la relación carnal necesaria para el delito descrito en esta sección.

 Esta sección penaliza tanto la sodomía consensuada como la forzada.   con un mínimo de 10 años a pena de prisión perpetua. El Alto Tribunal de Delhi declaró que la Sección 377 del Código Penal de la India continuará sancionando el sexo no consentido con el pene, el sexo no vaginal y el sexo no vaginal vaginal que involucre a menores. La sección puede invocarse para castigar a sodomitas, pedófilos y zoófilos [sic].
La definición de violación en la sección 375 del Código Penal de la India no incluye la violación en la que los hombres son las víctimas. El gobierno de la India (2012) decidió cambiar la definición de «violación» como penetración forzada para incluir a las víctimas masculinas, pero fue criticado con el argumento de que esto dañaría aún más los intereses de las mujeres víctimas de violación.
En la Ordenanza de la Ley Penal (Enmienda) de 2013, los delitos de violación y acoso sexual eran de género neutral. El término «violación» fue eliminado y sustituido por «agresión sexual». Pero los grupos feministas plantearon fuertes objeciones que hicieron que el gobierno indio decidiera restaurar el término «violación» y afirmar que solo los hombres pueden ser violadores de las mujeres.

### Indonesia
Basado en Kitab Undang-undang Hukum Pidana (Código Penal de Indonesia), los hombres no pueden ser víctimas de violación.  En el párrafo 285, la violación se define como una violencia sexual contra una mujer que tiene una pena de prisión por un máximo de 12 años, mientras que en el párrafo 289, la víctima de «acciones vulgares» no se define como hombre o mujer y el castigo tiene un máximo de 9 años de prisión. El comentario sobre el párrafo 285 de R. Soesilo declaró que los legisladores no tenían que determinar el castigo para una mujer que perpetraba y que obligaba a los hombres a tener relaciones sexuales con ella. Esto no se debe a que tal acción no sea posible, sino que se considera que el acto no hace daño ni da como resultado algo malo para las víctimas masculinas, como el embarazo en mujeres.

### Filipinas
Antes de la enmienda de 1997 del Código Penal Revisado de 1930, las víctimas masculinas de violación no eran reconocidas por la ley filipina. El artículo 266-A de la ley define la violación por «un acto de agresión sexual» por cualquier persona, ya sea «insertando su pene en la boca u orificio anal de otra persona» o insertando «cualquier instrumento u objeto, en el orificio genital o anal de otro persona». La enmienda de 1997 permitió el reconocimiento legal de la violación de hombres, tanto por otros hombres como por mujeres.
Sin embargo, existen diferentes sanciones por el delito de violación de niños en comparación con hacer el mismo acto a las niñas. La violación contra los niños es considerada por la ley como violación por agresión sexual, lo que conlleva una pena menor de seis a 12 años de prisión, mientras que la violación contra las niñas se castiga con cadena perpetua.

### Singapur
Las víctimas masculinas de violación no están reconocidas en la ley de Singapur. Una víctima de violación masculina no se considera víctima de violación en virtud de la sección 375 (1) del Código Penal, que define la violación como el acto de un hombre que penetra la vagina de una mujer con su pene sin su consentimiento. La penetración de otros orificios corporales no es violación sino una penetración sexual ilegal, sección 376 (1). Ambos delitos conllevan la misma pena: encarcelamiento por un período de hasta 20 años más multa o caning (secciones 375 (2) y 376 (4).